# Роудс, Ник
Ник Ро́удс (англ. Nick Rhodes; настоящее имя — Ни́колас Джеймс Бейтс (англ. Nicholas James Bates), род. 8 июня 1962 года, Бирмингем, Уорикшир, Англия) — британский музыкант, основатель и клавишник группы Duran Duran.

## Биография
Ник Роудс родился в Бирмингеме, Англия, в семье владельца магазина игрушек. В детстве, по словам матери Роудса, мальчик был очень любознательным и активным. В школе он не отличался особым рвением. Из-за непростых отношений с ребятами, он ушёл оттуда после 9 класса. С 16 лет Роудс подрабатывал диджеем в различных бирмингемских клубах, зарабатывая себе на жизнь сам, независимо от родителей. Именно тогда он изменил свою фамилию Бэйтс на Роудс. Его увлечение музыкой началось в 11 лет, когда он познакомился со своим будущим коллегой Джоном Тейлором. Парни быстро нашли общий язык и, по воспоминаниям Ника, везде появлялись вместе.
В 1978 году 16-летний Ник и 18-летний Тейлор, вдохновившись творчеством Roxy Music и Дэвида Боуи, основали группу Duran Duran (по имени злого доктора Дюрана из фильма Роже Вадима «Барбарелла»). Роудс был клавишником, а Тейлор — басистом.
В 1985 году вместе с барабанщиком и вокалистом Duran Duran, Роджером Тейлором и Саймоном Ле Боном, Роудс создал собственную группу Arcadia. Этот проект стал своего рода пристанищем его идей и концепций. Несмотря на успех, группа просуществовала всего год.
В 1986 году Роудс снова вернулся в Duran Duran. Он является клавишником группы и по сей день.

## Личная жизнь
В 1982 году во время тура в поддержку альбома Rio Роудс познакомился с дочерью миллионера из Айовы, Джули Энн Фридман. Встречаясь два года, 15 августа 1984 года пара узаконила свои отношения. Спустя ещё 2 года, 23 августа 1986 года, у них родилась дочь Татжана Ли Оукид, но ребёнок не спас их брак. Бесконечные скандалы и наркотическая зависимость Фридман привели к разводу в 1992 году.